# Villarboit
Villarboit är en ort och kommun i provinsen Vercelli i regionen Piemonte, Italien. Kommunen hade 427 invånare (2018).